# Ditto (film)
Ne doit pas être confondu avec Dito (film).
Pour les articles homonymes, voir Ditto.
Pour plus de détails, voir Fiche technique et Distribution.
Ditto (hangeul : 동감 ; RR : Donggam, littéralement « Compassion ») est un film de science-fiction sud-coréen écrit et réalisé par Kim Jeong-gweon, sorti en 2000.

## Synopsis
En 1979, la jeune So-eun étudie la littérature anglaise à l'université. So-eun est une jeune femme heureuse, dans ses études, et dans sa vie sentimentale qui commence tout juste à s'éveiller depuis qu'elle a retrouvé un brillant étudiant pour lequel elle nourrit un amour secret. Un jour, par hasard, elle met la main sur une radio CB, vieille et en piteux état. Elle la range dans un coin de sa chambre, jusqu'à ce que, un soir, elle se mette à entendre une voix...
En 2000, Ji-in est un jeune étudiant passionné de CB. Pendant une soirée comme les autres, usant et abusant de sa machine, il entend pour la première fois la voix d'une jeune femme, une novice en la matière, répondant au doux nom de So-eun...

## Fiche technique
- Titre : Ditto
- Titre original : 동감 (Donggam)
- Réalisation : Kim Jeong-gweon
- Scénario : Soo Dah, Heo In-ah, Kim Jeong-kwon et Jang Jin, d'après une idée originale de Sin Dong-yeop
- Décors : Kim Jeong-tae
- Costumes : Gwon Yu-jin
- Production : Lee Dong-kwon, Kim Athanh-jon et Im Dong-mun
- Société de production : Hanmac Films
- Société de distribution : Hanmac Films
- Photographie : Jeong Kwang-seok
- Musique : Lee Wook-hyeon
- Pays d'origine : Corée du Sud
- Langue originale : coréen
- Format : couleur - 1.85 : 1 - Dolby Digital - 35 mm
- Genre : science-fiction
- Durée : 110 minutes
- Date de sortie :
  -  Corée du Sud : 27 mai 2000

## Distribution
- Kim Ha-neul : Yoon So-eun
- Yoo Ji-tae : Ji In
- Ha Ji-won : Seo Hyeon-ji
- Park Yong-woo : Dong-hee
- Lee Seung-min : Hur Sun-mi

## Autour du film
La même année sortait Fréquence interdite, film américain de Gregory Hoblit qui reprenait, à quelques nuances près, un point de départ similaire.

## Distinction

### Récompense
- Blue Dragon Film Awards 2000 : Meilleur second rôle féminin (Ha Ji-won)